# Amblyaspis angustula
Amblyaspis angustula är en stekelart som beskrevs av Thomson 1859. Amblyaspis angustula ingår i släktet Amblyaspis och familjen gallmyggesteklar. Arten är reproducerande i Sverige. Inga underarter finns listade i Catalogue of Life.